# Mérignies
Mérignies település Franciaországban, Nord megyében. Lakosainak száma 3476 fő (2022. január 1.). Mérignies Pont-à-Marcq, Templeuve, Tourmignies, Avelin, Bersée, Cappelle-en-Pévèle, Ennevelin és Mons-en-Pévèle községekkel határos.

## Népesség
A település népességének változása:
| Lakosok száma | 2730 | 2898 | 3147 | 3065 | 3132 | 3199 | 3289 | 3360 | 3476 |
|               | 2013 | 2015 | 2016 | 2017 | 2018 | 2019 | 2020 | 2021 | 2022 |